# Wasim Abusal
Wasim Mohammed Abusal (arabisch وسيم محمد يوسف أبو سل, DMG Wasīm Muḥammad Yūsuf Abū Sall; * 14. Juni 2004 in Ramallah) ist ein palästinensischer Boxer im Federgewicht. 2024 in Paris nahm er als bislang erster palästinensischer Athlet dieser Sportart an Olympischen Spielen teil.

## Karriere und Olympiateilnahme
Abusal begann im Alter von 12 Jahren im Boxclub ElBarrio in Ramallah mit dem Boxsport, wo er vor allem von Nader Jayousi und Ahmed Harara trainiert wurde.
Bei den Asienspielen 2023 in Hangzhou war er im Achtelfinale gegen den Thailänder und späteren Bronzemedaillengewinner Rujakran Juntrong ausgeschieden, womit er sich keinen kontinentalen Startplatz für die Olympischen Spiele 2024 in Paris sichern konnte. Nachdem er auch bei den Olympiaqualifikationsturnieren in Busto Arsizio und Bangkok jeweils vor Erreichen der Qualifikationsplätze ausgeschieden war, erhielt er vom Internationalen Olympischen Komitee (IOC) eine Wildcard, welche ihn zur Teilnahme an den Olympischen Spielen berechtigte.
Bei den Olympischen Spielen 2024 in Paris war er dann zusammen mit der Schwimmerin Valerie Tarazi einer der beiden Fahnenträger Palästinas während der Eröffnungszeremonie und trug dabei auch ein T-Shirt, auf welchem bombenwerfende Kampfflugzeuge und spielende Kinder abgebildet waren, was als offene Kritik an Israels Kriegsführung in Gaza interpretiert wurde. Dschibril ar-Radschub, Präsident des Palästinensischen Olympischen Komitees, teilte dazu mit, dass das Organisationskomitee der Spiele das Tragen des T-Shirts genehmigt habe. In seinem ersten Kampf bei den Spielen schied er dann gegen den Schweden Nebil Ibrahim aus.

### Weitere Teilnahmen und Erfolge
- Mai 2024: Platz 7 im Federgewicht bei der U22-Asienmeisterschaft in Astana[12]
- Juli 2023: Platz 3 im Federgewicht bei den Panarabischen Spielen in Algier[13]
- Mai 2023: Platz 33 im Federgewicht bei der Weltmeisterschaft in Taschkent[14]
- November 2022: Platz 17 im Bantamgewicht bei der Jugend-Weltmeisterschaft in La Nucia[15]
- August 2021: Platz 5 im Fliegengewicht bei der Jugend-Asienmeisterschaft in Dubai[16]
- Januar 2020: Platz 3 im Halbfliegengewicht bei der Junioren-Arabienmeisterschaft in Kuwait (Stadt)[17]
- Oktober 2019: Platz 7 im Halbfliegengewicht bei der Junioren-Asienmeisterschaft in Fudschaira[18]